# 冰島—朝鮮關係
冰島－朝鮮關係简称朝冰关系或冰朝关系，是指冰岛與朝鮮人民民主主義共和國兩國之間的雙邊關係。兩國都沒有在對方的首都設立領使館，冰島對北韓的有關事務由冰島駐華大使負責，而北韓對冰島的有關事務則由北韓駐瑞典斯德哥爾摩大使館負責。另外，瑞典駐北韓平壤大使館代表冰島一方處理北韓的簽證事宜。

## 歷史
一些學者認為兩國建交的時間點為1973年，北歐國家瑞典，芬蘭，丹麥和挪威也在當年與朝鮮建立了全面外交關係。然而冰島的非駐地朝鮮大使館表示冰島是在1982年4月2日才與朝鮮建立外交關係。
1980年代，為了建立自身的支持度，朝鮮通過外交努力在一些國家包括冰島成立了親北韓組織和主體思想研究小組。當中包括曾經在1980年代初造訪平壤的「冰島朝鮮統一團結委員會」（英語：Icelandic Solidarity Committee for Reunification of Korea），以及「冰島－朝鮮友好文化協會」（英語：Iceland–Korea Friendship and Cultural Society），該協會在1980年代後期派出了由總書記哈夫森（Hrafn Harðarson）領導的代表團前往平壤。直到2011年，該協會依然處於活躍狀態。
1988年夏季奧運會後，時負責對朝事務的冰島非駐地大使說，他從未到過朝鮮這個國家 。
2009年，時冰島外交部長奧索·斯卡爾菲辛森對當時的導彈危機深表關切，並呼籲北韓重返談判桌。
2013年，時朝鮮駐瑞典大使朴光哲（兼負責對冰事務）向冰島總統奧拉維爾·拉格納·格里姆松遞交國書，雙方討論關於捕魚和地熱能等發展項目。兩個月後，朴光哲在北韓當局「第二號人物」張成澤遭處決後被召回。朴光哲是張成澤在北韓外交部的勢力之一，受到張成澤的重用。

## 參者來源
1. 1 2  . www.iceland.is. Embassy of Iceland.   [2017-11-06]. （原始内容存档于2017-08-22）.
2. ↑  Smith, Hazel. . Cambridge: Cambridge University Press. 2015: 131. ISBN 978-0-521-89778-5.
3. ↑  Gills, Barry. . London: Routledge. 2005: 163–164  [2017-11-06]. ISBN 978-1-134-76625-3. （原始内容存档于2017-07-15）.
4. ↑   28–31. Institute of Asian Affairs. 1982: 20.
5. ↑   50–52. Institute of Asian Affairs. 1988: 13.
6. ↑   (PDF). Korea-information (Stockholm). 2011  [2017-11-06]. （原始内容存档 (PDF)于2018-01-23） （瑞典语）.
7. ↑  . 17, 27-53. Seoul: The Korea Herald. 1988: 14.
8. ↑  . 17, 27-53. Seoul: The Korea Herald. 1988: 14.
9. ↑  . North Korea Leadership Watch. 2013-10-08  [2017-11-06]. （原始内容存档于2016-10-19）.
10. ↑  Wetterborg, Caroline. . Dagens Nyheter (Stockholm). 2013-12-27  [2017-11-06]. （原始内容存档于2017-09-26） （瑞典语）.